# Aleksander Wereszko
Aleksander Wereszko ps. „Roch” (ur. 11 stycznia 1917 w Zakanalu, zm. 20 lipca 1999) – major, członek Związku Walki Zbrojnej Armii Krajowej, komendant Rejonu II i VII obwodu Biała Podlaska okręgu Lublin, następnie w Ruchu Oporu Armii Krajowej i WiN (komendant podobwodów Małgorzata i Sława). Więziony przez NKWD, Gestapo i UB.

## Życiorys
Syn Józef i Anna z domu Czurak. W 1936 r. ukończył naukę w Seminarium Nauczycielskim w Leśnej Podlaskiej i zgłosił się do służby w Wojsku Polskim. W 22 pułku piechoty odbył dywizyjny kurs podchorążych rezerwy piechoty, po którym został skierowany do Szkoły Podchorążych Piechoty w Komorowie. 
Po wybuchu II wojny światowej został przydzielony do 114 pułku piechoty, brał  udział w walkach na granicy z Prusami Wschodnimi oraz w lasach nadbużańskich. Został ranny, udało mu się powrócić do domu. Został aresztowany i poddany przesłuchaniom przez Gestapo. Z powodu odnowienia się rany trafił do szpitala w Międzyrzecu Podlaskim, skąd zbiegł. Włączył się w działalność konspiracyjną, w marcu 1940 r. wstąpił do Związku Walki Zbrojnej i został zastępcą dowódcy placówki Zakanale. Ponownie został aresztowany przez Niemców, ale wydostał się z więzienia dzięki przekupieniu strażników. Rozpoczął organizację Rejonu I, II i III ZWZ. Dowodził akcjami zbrojnymi wymierzonymi w niemiecką administrację oraz siły wojskowe. Wziął udział w akcji „Burza”, brał udział w oczyszczaniu rejonu z niedobitków niemieckich wojsk.
Po wkroczeniu Armii Czerwonej zdecydował się pozostać w konspiracji, wspólnie ze Stefanem Wyrzykowskim, Leonardem Duniczem i Robertem Domańskim tworzył Ruch Oporu Armii Krajowej (ROAK). 15 września 1944 r. został aresztowany trafił do więzienia na ul. Prostej w Bielsku. 6 października został odbity z więzienia przez oddział Roberta Domańskiego. Włączył się w działalność Zrzeszenia Wolność i Niezawisłość. Został mianowany komendantem Podobwodu WiN „Małgorzata”. Został aresztowany i 30 maja 1947 r. skazany przez Wojskowy Sąd Rejonowy w Lublinie na pięć lat więzienia. Wolność odzyskał 31 maja 1947 r. na podstawie amnestii. 
Wyjechał w 1947 r. na ziemie odzyskane, początkowo do Szczecina, a następnie do Wierzchowa Pomorskiego. Jako były żołnierz podziemia był stale inwigilowany przez aparat bezpieczeństwa PRL. W 1980 r. przeszedł na emeryturę. Stał się popularyzatorem wiedzy o polskim podziemiu antykomunistycznym i inicjatorem upamiętniania miejsc walk żołnierzy AK w obwodzie Biała Podlaska.

## Życie prywatne
25 października 1945 r. poślubił Wandę Marciniak, z którą miał siedmioro dzieci (Artur, Elżbieta, Jerzy, Andrzej, Anna, Izabella i Teresa).

## Dorobek pisarski
- W szeregach walczącego Podlasia. Zapiski oficera Armii Krajowej i Zrzeszenia Wolność i Niezawisłość 1939-1947
- Dyskusja, [w:] Z nieznanej przeszłości Białej i Podlasia pod red. T. Wasilewskiego i T. Krawczaka, Biała Podlaska 1990, s. 637-648.
- Rejon II Obwodu AK Biała Podlaska (Placówki: Hołowczyce, Konstantynów, Leśna Podlaska), [w:] Armia Krajowa na środkowej i południowej Lubelszczyźnie i Podlasiu pod red. T. Strzembosza, Lublin 1993, s. 268-278.
- Z moich wspomnień, Rocznik Międzyrzecki, T. IX, R. 1977 s. 130-135.
- Z nieznanych kart ruchu oporu wspomnienia z pierwszego roku konspiracji, Rocznik Międzyrzecki, T. X, R. 1978, s. 176-185.
- Z kart ruchu oporu międzyrzeczyzny – Józef Marciniak, R.M. T.VI, R.1994, s. 190-197.

## Ordery i odznaczenia
- Krzyż Srebrny Virtuti Militari,
- Krzyż Walecznych,
- Srebrny Krzyż Zasługi z Mieczami,
- Krzyż Partyzancki,
- Krzyż Armii Krajowej,
- Krzyż Kampanii Wrześniowej,
- Krzyż Kawalerski Orderu Odrodzenia Polski.